# SSŠ kralja Zvonimira
Srednja strukovna škola kralja Zvonimira je srednja škola u Kninu, koja je ime dobila po hrvatskom kralju Dmitru Zvonimiru.

## Povijest
1688. godine mletačka vojska Knin oslobađa od osmanlijske vlasti. 1708. godine u Kninu se podiže franjevački samostan uz koji se otvara niže samostanska škola koja ima ulogu učilišta Provincije do 1841. Knin pod Habsburšku monarhiju dolazi 1797., koja samo godinu dana kasnije otvara javnu škola te imenuje franjevce kao učitelje. Josip Buzi Sinobad 14. lipnja, 1809. oporukom ostavlja svoju staru kuću za pučku školu. Sve do 1868. nastavni jezik u školi je talijanski, a od te godine nastavni jezik postaje hrvatski. Od 1869. zakonom je propisano da je pohađanje osnovne škole obvezno za mušku i žensku djecu. Dr. Lovre Monti u oporuci 15. kolovoza, 1891. ostavlja "Glavicu" Dalmaciji i Kninu, uz uvjet da se na imanju osnuje poljoprivredna škola. Godine 1905. u Splitu je utemeljena Cesarska i kraljevska poljodjelska škola i pokušalište, koje će na "Glavici" održavati vježbe i utemeljiti voćnjak sa 2000 stabala, staju sa 30 krava, svinjac, peradarnik, modernu siranu i podrum za vino. 1918. ista se škola u Splitu ukida i preseljava na "Glavicu", gdje će djelovati kao prva srednja niža škola u Kninu. 1921. u Kninu se otvara državna reformna realna gimnazija, kao niža gimnazija od prvog do četvrtog razreda, koja prestaje sa radom nakon uvođenja šestosiječanjske diktature 1929. 1935. u Kninu se ponovno otvara gimnazija pod nazivom državna realna gimnazija, a nastava je kao i ranije održavana u privatnoj zgradi, koja nije bila podesna za školu, bez kabineta, knjižnice i neophodnih nastavnih pomagala. Četiri godine kasnije za potrebe gimnazije biti će izgrađena nova zgrada sa devet učionica, dva kabineta, crtaonom, učeničkom i nastavničkom knjižnicom, školskom radionicom, ambulantom i kuhinjom, zbornicom ali bez  dvorane. Od školske 1939/40 godine gimnazija je imala program od prvog do osmog razreda a školske 1942/43 godine održana je prva velika matura. Nakon Drugog svjetskog rata u Kninu će se otvoriti Škola učenika u privredi a 1947. i učiteljska škola, koja će djelovati do 1958. Godine 1958. sa radom počinje Poljoprivredna škola u Kninu ali će upisati samo jednu generaciju, po čijem će završetku školovanja, biti zatvorena. 1976. Škola učenika u privredi, Gimnazija, Ekonomska i Ugostiteljska škola povezuju se u  srednjoškolski centar, sa više usmjerenja a nastava se održava na više lokacija. Godine 1989. završena je nova školska zgrada za srednju školu i školske 1989/90 počinje nastava u novom školskom centru, tadašnjoj Srednjoj školi kralja Zvonimira. Nakon Domovinskog rata škola započinje s radom 12. rujna 1995. sa 53 upisana učenika u 7 zanimanja. 2007. godine Srednja škola kralja Zvonimira se dijeli na SŠ Lovre Montija i SSŠ kralja Zvonimira.

## Smjerovi
SSŠ kralja Zvonimira učenike upisuje u sljedeće programe:

### Četverogodišnji programi
- Strojarski računalni tehničar
- Tehničar za elektroniku

### Trogodišnji programi
- Elektromehaničar
- Elektroinstalater
- Automehaničar
- Konobar
- Kuhar
- Frizer

## Vanjske poveznice
- Stranica škole  Arhivirana inačica izvorne stranice od 3. prosinca 2023. (Wayback Machine)
- Školska knjižnica (Facebook)